# Dominika Nowakowska
Dominika Nowakowska est une ancienne joueuse de volley-ball polonaise, née le 16 juin 1988 à Łęczyca. Elle mesure 1,81 m et jouait au poste de réceptionneuse-attaquante. 

## Clubs
| Club                             | De        | À         |
| -------------------------------- | --------- | --------- |
| MKS Łęczyca                      |           | 2003-2004 |
| SMS PZPS Sosnowiec               | 2004-2005 | 2006-2007 |
| SCS Sokół Chorzów                | 2007-2008 | 2007-2008 |
| Pałac Bydgoszcz                  | 2008-2009 | 2009-2010 |
| KS Murowana Goślina              | 2010-2011 | 2010-2011 |
| Jedynka Aleksandrów Łódzki       | 2011-2012 | 2012-2013 |
| Budowlani Toruń                  | 2013-2014 | 2013-2014 |
| AZS KSZO Ostrowiec Świętokrzyski | 2014-2015 | 2014-2015 |
| Nike Węgrów                      | 2015-2016 | 2015-2016 |